# Супер Олег
Супер Олег — российский комедийный треш-сериал, созданный питерским комедийным дуэтом «Бандерас и Смирняга» и креативной группой «Сахар, 1КГ» для телеканала 2х2. Сериал стилизован под комикс, пародирует жанр супергеройских боевиков и наполнен абсурдным юмором. «Супер Олег» является первым игровым сериалом российского производства на телеканале 2х2. Бюджет шести серий сериала составил 100 тыс. долларов. По словам ген. директора телеканала Льва Макарова, за счет этого сериала канал «может привлечь молодую аудиторию Интернета». «Этот проект будет реальным конкурентом практически любому телесериалу, рассчитанному на мужскую аудиторию в возрасте 11—25 лет. Очень интересный проект может получиться», — заявил генеральный продюсер компании Yellow, Black and White Эдуард Илоян.

## Сюжет
Олег Ежиков — обыкновенный застенчивый парень, живущий в Санкт-Петербурге, страдающий от вечной нехватки денег и беззаветно влюблённый в тележурналистку Татьяну Пичугину. В жизни Олега всё как у простых людей. Но однажды Олег попадает в тайную организацию супергероев, существующую в его доме под видом ЖКХ. Получив Суперкостюм и Суперчасы, Олег становится Супер Олегом! Отныне долг Супер Олега следить за спокойствием в городе и бороться со злом в лице суперзлодея Плохого Паши, стремящегося завладеть не только городом, но и Татьяной Пичугиной.

## Факты
- Идея сериала «Супер Олег» родилась из сценической миниатюры с одноимённым названием, придуманной и показанной Алексеем Смирновым и Антоном Ивановым в передаче Убойной ночи.
- Руководство канала 2х2 предлагало сделать местом действия Москву, но авторы настояли на том, чтобы сюжет разворачивался именно в Санкт-Петербурге, чтобы задать определённый стиль всего сериала.
- Изначально роль Электро-Бори должен был исполнять Николай Сванидзе.
- В качестве массовки во время съёмок были использованы родственники, друзья и домашние животные актёров и продюсеров. В большей степени это было обусловлено низким бюджетом сериала.
- Все драки и трюковые сцены актёры придумали и исполнили самостоятельно.
- Исполняя роль профессора Головина, Всеволод Москвин на самом деле сидел под столом.
- На протяжении всего сериала специально подчёркивается низкобюджетность — плохо сделанные декорации, киноляпы, переигрывание актёров, тривиальные сюжетные ходы.
- В сериале присутствуют многочисленные отсылки к художественным фильмам, «Рокки», «Реквием по мечте», «Зомби по имени Шон» и т. д.
- Сергей Жуков отказался сниматься в сериале.
- Специально для сериала участники «Объединённой Касты» Змей и Жара написали трек, который можно услышать в пятой серии.
- Заглавную тему сериала, звучащую на финальных титрах, написал и исполнил Вася Васин из питерской рок-группы Кирпичи. Также он снялся в шестой серии.
- Это первый проект компании NEproduction, созданной Игорем Меерсоном и Александром Незлобиным[3].
- Саундтрек для action-сцен записала Петербургская Drum'n'Bass группа Mechanical Animals.

## Титры
| Актер            | Роль                           |
| ---------------- | ------------------------------ |
| Алексей Смирнов  | Супер Олег / Олег Ежиков       |
| Антон Иванов     | Плохой Паша / Павел Петровский |
| Марина Кравец    | Татьяна Пичугина               |
| Всеволод Москвин | Профессор Головин              |
| Андрей Афанасьев | Электро-Боря                   |
| Анна Кирсанова   | Рыжая                          |
| Антон Федоров    | Прихвостень                    |
| Вася Васин       | камео                          |